# Mission Émile Laurent
Mission Emile Laurent (abreviado Miss. Em. Laurent) es un libro con ilustraciones y descripciones botánicas que fue escrito por el botánico belga Émile Auguste Joseph De Wildeman y publicado en 2 volúmenes en los años 1905-1907 con el nombre de Mission Emile Laurent (1903-1904).

## Publicación
- 2 volumes; pp. [I]-112, Aug 1905; 113-192, Oct 1905; 193-354, Jun 1906; ix-cxx, 355-450, Feb 1907, [i]-viii, cxxi-ccxxv, 451-617, Nov 1917